# Tórtora ullvermella
La tórtora ullvermella (Streptopelia semitorquata) és una tórtora, per tant un ocell de la família dels colúmbids (Columbidae) que habita la selva, boscos, sabanes, conreus i ciutats de l'Àfrica Subsahariana i sud-oest de la Península Aràbiga, mancant únicament de les zones més àrides.